# Samia Yusuf Omar
Samia Yusuf Omar (en somalí Saamiiyaa Yuusuf Omar; Mogadiscio, 25 de marzo de 1991-Mar Mediterráneo, abril de 2012) fue una corredora y atleta olímpica somalí. Fue una de las dos atletas somalíes que representaron a su país en los Juegos Olímpicos de 2008 en Pekín, China. Omar creció en Mogadiscio y entrenó allí durante la guerra civil somalí, a pesar de recibir hostigamiento de grupos radicales del lugar. Su historia en las Olimpiadas recibió cobertura mediática y su desempeño tuvo el apoyo del público.
Después de los Juegos, se apartó del atletismo después de recibir amenazas del grupo militante Al-Shabaab. Terminó en un campo de desplazados de Hizbul-Islam y siguiendo su sueño de competir en los Juegos Olímpicos de Londres 2012, cruzó la frontera a Etiopía para buscar un lugar seguro donde entrenarse. Después, fue traficada al norte hacia Libia, donde terminó aprisionada. Durante los Juegos de 2012, se reveló que Omar se había ahogado en la costa de Libia mientras intentaba cruzar el Mar Mediterráneo hacia Italia.

## Primeros años
Samia Yusuf Omar nació en Somalia el 25 de marzo de 1991, la mayor de seis hijos de Omar Yusuf y Dahabo Ali. Su madre era una atleta que había competido a nivel nacional en Somalia. El origen étnico de su familia era de un grupo minoritario del país.
Tanto el padre como el tío de Omar fueron asesinados después de un ataque con morteros en el Mercado de Bakara, donde trabajaban. Omar estaba en el octavo grado en ese momento, y se vio obligada a abandonar la escuela para cuidar a sus hermanos mientras su madre vendía productos para proveer a la familia. Con el apoyo de su madre, Omar decidió empezar a correr. Entrenaba en el Estadio Mogadiscio, ya que su familia vivía en una choza cercana. El estadio tenía una pista de atletismo de grava, llena de hoyos de cráteres provocados por los morteros de la guerra civil somalí en curso. Cuando no corría en el estadio, Omar corría por las calles de Mogadiscio, enfrentándose a las amenazas de los grupos militantes locales que no creían que las mujeres musulmanas debieran participar en actividades deportivas.

## Competiciones deportivas
En abril de 2008, en el Campeonato Africano de Atletismo de 2008 en Addis Abeba, Etiopía, terminó en la última posición en su ronda eliminatoria. Aun así, Omar fue seleccionada por el Comité Olímpico Nacional Somalí para competir en la carrera de 200 metros de los Juegos Olímpicos de Pekín 2008, entre el 8 y 24 de agosto de ese año. Omar afirmó que la convocatoria había sido inesperada, tanto por su joven edad en ese momento como por pertenecer a un grupo étnico minoritario.
Debido a una falta de financiamiento, Omar compitió con equipamiento donado por el equipo sudanés, y compitió en su ronda con la eventual ganadora de la medalla de oro, Veronica Campbell-Brown de Jamaica. Omar terminó unos nueve segundos por detrás de las otras corredoras, con un tiempo de 32,16. La audiencia en el estadio mostró mucho apoyo para Omar; el periodista Charles Robinson expresó: «Sentí literalmente la piel de gallina. Era como si todos la estuvieran empujando», y el periódico The Guardian sugirió que ella había recibido una ovación mucho más fuerte que la de Campbell-Brown. La historia de la chica somalí recibió cobertura mediática antes de la carrera, pero después el interés disminuyó debido a la barrera idiomática entre Omar y sus entrevistadores y porque ella no tenía interés en publicitarse a sí misma.

## Después de las Olimpiadas
Su competición en los Juegos Olímpicos recibió poca cobertura en Somalia. Al momento de su carrera era la medianoche en el huso horario de África Oriental por lo que no hubo ninguna transmisión local de radio o televisión. Por ello, nadie de su familia la vio competir. Después de una confrontación con el grupo radical Al-Shabbaab, Omar ya no era admitida por los demás para ser una atleta. Para diciembre de 2009, ella y su familia vivían en un campo de desplazados organizado por el grupo islámico insurgente Hizbul-Islam, ubicado a unos 20 kilómetros en las afueras de Mogadiscio. Al-Shabaab había prohibido a todas las mujeres practicar o mirar deportes.
En 2011, Omar huyó de la lucha de la guerra civil y se mudó a Addis Abeba, dejando a su familia atrás, en parte para seguir su sueño de competir en los Juegos Olímpicos de Londres 2012. Ahora una atleta de media distancia, iba a empezar a entrenar con el exatleta olímpico Eshetu Tura, quien le había sido recomendado por el entrenador somalí Jama Aden y el medallista olímpico Mohamed Suleiman. Después de recibir aprobación del Comité Olímpico Etíope, se le permitió entrenar con el equipo de media distancia de Etiopía. Su mejor tiempo personal en su primera reunión con el equipo fue de 5 minutos para la carrera de 1500 metros y se le aclaró que debía llegar a 4:20 para poder ser competitiva.
Forjó una amistad con la periodista de Al Jazeera Teresa Krug, quien cubrió su historia tanto en los Juegos Olímpicos como después de ellos. Krug más tarde reveló que en un deseo de encontrar un entrenador, Omar viajó al norte hacia Europa, cruzando Sudán y entrando a Libia. La familia de Omar y Krug intentaron convencerla de que no lo hiciera y que se quedara en Etiopía donde el Comité Olímpico Somalí esperaba instalar un campo de entrenamiento. En vez de eso, le pagó a traficantes para que la llevaran a Libia, donde pasó un periodo como prisionera.

## Muerte y legado
El 19 de agosto de 2012, el periódico Corriere della Sera reportó que Samia había muerto mientras se dirigía a Italia en un bote desde Libia. La información provenía de su compatriota y también corredor Abdi Bile, y era «difícil de verificar» según el diario. La historia salió a la luz durante los Juegos Olímpicos de 2012, a pesar de que la muerte de Omar había ocurrido unos meses antes, en abril de ese año.
El 21 de agosto, la BBC afirmó que había recibido confirmación de la muerte de Omar por parte del Comité Olímpico Nacional Somalí. The Huffington Post declaró que Qadijo Aden Dahir, el vicepresidente de la federación de atletismo de Somalia, había confirmado que Omar se había ahogado en las costas de Libia mientras intentaba llegar a Italia desde su hogar en Etiopía. Qadijo añadió que «es una muerte trágica... Ella era nuestra favorita para las Olimpiadas de Londres».
Los detalles exactos de su muerte eventualmente se dieron a conocer. Samia había abordado un bote repleto con 70 personas en un intento de cruzar el Mar Mediterráneo y llegar a Italia. La embarcación pronto se quedó sin gasolina y quedó a la deriva en la costa de Libia. Cuando un navío de la Marina Militare llegó para ofrecer ayuda, lanzó cuerdas a los refugiados. En el caos que resultó por la gente intentando agarrar las cuerdas, Omar fue golpeada y cayó al mar. Testigos afirmaron haberla visto mantenerse a flote en un principio, pero finalmente terminó ahogándose.
Su historia ha sido descrita en el libro Non dirmi che hai paura (Correr hacia un sueño) del escritor y periodista italiano Giuseppe Catozzella. Penguin Books adquirió los derechos para una versión en inglés de la novela y existe interés en convertir la obra en un filme. En 2015, el novelista gráfico alemán Reinhard Kleist publicó su novela gráfica Der Traum von Olympia – Die Geschichte von Samia Yusuf Omar (El sueño olímpico – La historia de Samia Yusuf Omar) en Carlsen Verlag. Recibió el premio Luchs al libro del año de 2015. La novela gráfica fue traducida al inglés y publicada por SelfMadeHero en 2016.